# Rated R (album de Rihanna)
Pour les articles homonymes, voir Rated R.
Albums de Rihanna
Good Girl Gone Bad: The Remixes
(2009) Loud
(2010)
Singles
1. Russian Roulette
Sortie : 26 octobre 2009
2. Hard
Sortie : 9 novembre 2009
3. Wait Your Turn
Sortie : 16 novembre 2009
4. Rude Boy
Sortie : 22 février 2010
5. Rockstar 101
Sortie : 17 mai 2010
6. Te Amo
Sortie : 7 juin 2010

Rated R est le quatrième album de la chanteuse Rihanna, publié par le label Def Jam Recordings le 20 novembre 2009. Le titre de l'album fait référence à un code désignant aux États-Unis les films interdits aux moins de 17 ans non accompagnés d'un adulte.

## Genèse de l'album
En février 2009, Rihanna doit ouvrir la cérémonie des Grammy Awards 2009, cependant sa prestation est annulée au dernier moment, à la suite d'une dispute entre Rihanna et Chris Brown, son petit-ami de l'époque,,,.

## Caractéristiques de l'album

### Styles et chansons
L'album représente une évolution de sa carrière. L'album est sorti après l'altercation avec Chris Brown et de ce fait, l'album présente une ambiance plus sombre, menaçante, inquiétante, voire sinistre sur certaines chansons. L'album parle en général d'amour toxique et de la violence conjugale à la maison. Selon Rihanna dans une interview en 2009, c'est son œuvre la plus personnelle et parle de ce qu'elle a vécu durant l'année 2009. Côté style, le disque est général pop et RnB, mais présente aussi du rock, du hip-hop et de la Dubstep. Elle inclut aussi de la musique latine sur Te Amo et revient à ses racines Dancehall de ses débuts sur Rude Boy. Après l'intro  fantomatique Mad House. elle démarre avec la chanson Wait Your Turn. Les deux morceaux sont très fortement influencés par la DubStep avec des synthétiseurs glacials, de même que G4L (Gansta 4 Life). Hard est fortement influencé par le hip-hop avec Jezzy en duo sur cette chanson. Stupid in Love se rapproche davantage de son style de balade habituel qu'elle avait sur Take a Bow et Unfaithful mais parle plutôt d'un ressentiment au sujet d'un amour toxique. Rockstar 101 était au départ une chanson hip-hop avant que Slash ajoute sa guitare, mélangeant donc rock et hip-hop sur la chanson. Russian Roulette parle de la roulette russe, analyse en profondeur la violence et est une ballade RnB, présentant une ambiance sinistre et morbide sur la chanson. Fire Bomb se tourne principalement vers le rock, avec des influences hard rock sur l'album. Rude Boy se rapproche davantage du style de ses débuts, se tournant avec le RnB et le dancehall, parlant de son pouvoir sur une relation. Photographs une chanson émouvante et chanté en duo avec Will.I.am, mélangeant RnB et électronique. Te Amo est une prise de risque, car contrairement au reste du disque, cette chanson se tourne davantage vers la pop latine, ajoutant une ambiance d'Amérique latine à la chanson. Cold Case love, écrite par Justin Timberlake, est une chanson analysant la fin d'une relation toxique. Musicalement, elle est une ballade RnB avec des influences rock, de nombreuses critiques ont noté la similitude aux œuvres de Phil Collins et Lionel Ritchie dans la façon dont est composé cette chanson. La dernière chanson, intitulé simplement The Last song (la dernière chanson), analyse le future et parle de résilience et poursuivre sa vie après la fin d'un couple. Elle se tourne vers la pop-rock sur la chanson.

### Écriture, production et enregistrement des chansons
À la suite de l'altercation avec Chris Brown, Rihanna commence à enregistrer cet album. Contrairement à ses albums précédents, elle est la principale auteure de ses chansons, co-écrivant neuf des treize chansons de l'album.
La chanson Photographs était destinée au groupe Black Eyed Peas, mais lorsque will.i.am fait écouter quelques chansons dans son studio à Rihanna, elle lui a dit qu'il s'agissait de : « ma chanson, c'est mon histoire ». C'est la dernière chanson à être enregistrée pour l'album.
Fin octobre 2009, le producteur 'Big' Chris Flores a révélé que Slash joue de la guitare sur Rockstar 101, une des chansons de Rated R. Rihanna explique que le responsable de son label Island Def Jam, L.A. Reid, a appelé Slash le matin où l'album devait partir pour être masterisé, Slash a accepté en se rendant au studio. Rihanna n'était pas informée et l'a appris le soir par le responsable du label.

### Pochette
Le 8 octobre 2009, une séance photo avec Rihanna a eu lieu à Berlin, où elle portait un body couleur nude et avec un manteau de fourrure blanc,. Les photos sont destinées au livret de l'album. Les photographies de l'album ont été prises par la photographe Ellen von Unwerth car « Rihanna voulait créer une visuel qui soit nouveau pour l'album »,. von Unwerth qui est à l'origine des pochettes de The Velvet Rope (Janet Jackson,1997), Back to Basics (Christina Aguilera, 2006) et de Les Mots (Mylène Farmer, 2001), explique qu'avant et durant la séance photo, Rihanna s'est impliquée dans le processus créatif en repoussant ses limites. Le visuel de l'album est sortie le 27 octobre 2009 qui présente Rihanna vêtue d'un haut de cuir, sa main couvrant son œil avec un « look félin » pour Gil Kaufman. Rihanna explique : « c’est une façon d’expliquer que d’un côté, je peux être vulnérable et de l’autre plus forte ». La couleur noir et blanc de la pochette a été comparé avec les pochettes des années 1980 de la chanteuse Grace Jones.

## Réception

### Critiques
Pour OZAP, « le problème » est que « musicalement, sa thérapie est monotone, excessive et n'évite pas toujours le cliché », il explique qu'il y a des « « fuck » saupoudrés un peu partout, pour faire rebelle, et des titres maladroits où elle clame son indépendance ». Et continu par le fait que « Rated R est donc loin du ratage que certains annonçaient » mais que cet album « était très probablement nécessaire pour l'évolution de Rihanna ». Pour Metro France, l'album « serait [convaincant] si musicalement le disque tenait la route » expliquant que « les chansons oscillent entre rythmiques martiales et R’n’B commerciales, sans jamais retrouver les mélodies contagieuses et l’enthousiasme de Don’t Stop the Music, Shut Up and Drive et autre Disturbia » et que cela est « dommage ».
Mais les critiques américaines de l'album se sont révélées plutôt positives, entre autres, Jody Rozen de Rolling Stone lui a attribué 4 étoiles sur 5 et a dit que c'était « l'un des meilleurs albums pop de l'année », Leah Greenblatt de Entertainment Weekly l'a aussi décrit comme le meilleur album pop de l'année. Par ailleurs, Nick Levine de Digital Spy lui a donné 5/5 et déclaré que l'album la faisait passer du statut de simple popstar à celui d'artiste pop. Eric Henderson de Slant Magazine a également donné 4 étoiles sur 5 à Rated R et l'a même comparé au Velvet Rope de Janet Jackson. Pour Jones Steve de USA Today, c'est l'album de "la maturité artistique" pour Rihanna, qui de plus, fait preuve de plus d'assurance vocale.

### Réception commerciale
Son meilleur classement au Billboard 200 était la quatrième place.
27 semaines après sa commercialisation, Rated R s'est écoulé à 2 200 000 exemplaires dans le monde. Rated R est l'album de Rihanna qui a atteint le moins vite le million d'exemplaires vendu par rapport aux précédents albums de la chanteuse (5 semaines). Fin 2010, l'album s'est vendu à environ 3 millions d'exemplaires.

## Héritage de l'album
Malgré la réception mitigée du public, l'album est considéré par de nombreux critiques et par les fans comme son meilleur album et est le préféré de nombreux fans. 10 ans plus tard, Chuck Arnold de Billboard cite cet album comme celui qui l'a cimentée comme une icône de la musique, comme une femme indépendante qui a pris le control de sa vie après l'agression de Chris Brown et compare à l'album Control de Janet Jackson. De même, 10 ans plus tard, de nombreuses critiques comme Jordan Simon du journal Blativy et Jack Price du The Daily Nebraskan comparent cet album à l'album The Velvet Rope de Janet Jackson, pour les thèmes de l'album, dont de faire face à la douleur émotionnelle et la violence conjugale. Enfin, dans la même critique, Jordan considère que le « Mélange de RnB, Hip-Hop, Pop, rock et Dubstep sonne toujours aussi frais qu'à sa sortie il y a dix ans ».

## Titres
La liste des chansons figurant sur l'album a été dévoilé le 2 novembre 2009 :
| 1.  | Mad House                     | Chase & Status                                        | 1:34 |
| 2.  | Wait Your Turn                | Stargate, Chase & Status                              | 3:46 |
| 3.  | Hard (feat. Young Jeezy)      | The-Dream, Tricky Stewart                             | 4:10 |
| 4.  | Stupid In love                | Stargate & Ne-Yo                                      | 4:01 |
| 5.  | Rockstar 101 (feat. Slash)    | The-Dream, Tricky Stewart                             | 3:58 |
| 6.  | Russian Roulette              | Chuck Harmony & Ne-Yo                                 | 3:47 |
| 7.  | Fire Bomb                     | Brian Kennedy                                         | 4:17 |
| 8.  | Rude Boy                      | Stargate & R. Swire                                   | 3:42 |
| 9.  | Photographs (feat. Will.i.am) | Will.i.am                                             | 4:46 |
| 10. | G4L                           | Chase & Status                                        | 3:59 |
| 11. | Te Amo                        | Stargate                                              | 3:28 |
| 12. | Cold Case Love                | The Y's                                               | 6:04 |
| 13. | The Last Song                 | Brian Kennedy, Ben Harrison & Jesse "Corparal" Wilson | 4:16 |

## Crédits
Source pour cette section

### Artistique
- Chant : Rihanna

Mad House
- Voix : Beardyman
- Chœur : Makeba Riddick

Russian Roulette
- Guitare : Jessie Bonds

The Last Song
- Chœur : James Fauntleroy II

Stupid In Love
- Instruments : Mikkel S. Eriksen et Tor Erik Hermansen

### Technique
- Producteurs exécutifs : Antonio "L.A." Reid et Robyn Rihanna Fenty
- Coproducteurs exécutifs : Evan Rogers et Carl Sturken pour SRP et The Carter Administration
- Producteurs : Chase & Status[27], Chuck Harmony[28], Justin Timberlake[27],[29], Ne-Yo[30], Stargate[31]
- A&R : Tyran Smith et Jay Brown
- A&R administrateurs : Terese Joseph et Fabienne Leys
- A&R coordinateurs : Q. Nicolas Jackson et Leesa D. Brunson
- Mastering : Chris Gehringer au Sterling Sound, New York
- Marketing : Gabriella Schwartz
- Management : Marc Jordan et Christa Shaub pour Rebel One
- Direction artistique : Rihanna, Ciarra Pardo, Simon Henwood et JP Robinson
- Direction artistique et Design : Rihanna, Ciarra Pardo, Simon Henwood, JP Robinson et Alex Haldi
- Photographie : Ellen Von Unworth, Simon Henwood et JP Robinson
- Stylistes : Mariel Haen et Simon Henwood
- Styliste associé : Robert Zangardi

## Classements et certifications

### Certifications
| Pays              | Certification | Unités certifiées |
| ----------------- | ------------- | ----------------- |
| États-Unis (RIAA) | 2 × Platine   | 2 000 000         |

## Dates de sorties
| Pays        | Date             | Label(s)                    | Format             |
| ----------- | ---------------- | --------------------------- | ------------------ |
| Australie   | 23 novembre 2009 | Def Jam Recordings, Barclay | CD, Téléchargement |
| Europe      | 23 novembre 2009 | Def Jam Recordings, Barclay | CD, Téléchargement |
| Irlande     | 23 novembre 2009 | Def Jam Recordings, Barclay | CD, Téléchargement |
| États-Unis  | 23 novembre 2009 | Def Jam Recordings, Barclay | CD, Téléchargement |
| France      | 23 novembre 2009 | Barclay                     | CD, Téléchargement |
| Royaume-Uni | 23 novembre 2009 | Mercury Records             | CD, Téléchargement |
| Brésil      | 24 novembre 2009 | Universal Music Group       | CD, Téléchargement |
| Argentine   | 26 novembre 2009 | Universal Music Group       | CD, Téléchargement |
| Chili       | 26 novembre 2009 | Universal Music Group       | CD, Téléchargement |